# کواتپک کالدرا
کواتپک کالدرا (به اسپانیایی: Lago de Coatepeque) یک دریاچه و کوه در السالوادور است که در ناحیه سانتا آنا واقع شده‌است. کواتپک کالدرا ۷۴۶ متر بالاتر از سطح دریا واقع شده‌است.